# In Your House 15: A Cold Day in Hell
In Your House 15: A Cold Day in Hell was een professioneel worstel-pay-per-view (PPV) evenement dat georganiseerd werd door de World Wrestling Federation (WWF, nu WWE). Het was de 15e editie van In Your House en vond plaats op 11 mei 1997 in het Richmond Coliseum in Richmond, Virginia. Het evenement stond bekend door het debuut van voormalig MMA-vechter en kampioen Ken Shamrock, die het opnam tegen Vader in een No Holds Barred match.

## Matches
| Nr. | Match | Winnaar(s)               | Opmerkingen | Bron  |
| --- | --- | ------------------------ | --- | ----- |
| 1F  | Rockabilly (met The Honky Tonk Man) vs. Jesse James                                                                             | Rockabilly               | Eén-op-één FFA match. | [ 2 ] |
| 2   | Hunter Hearst Helmsley (met Chyna) vs. Flash Funk                                                                               | HHH                      | Eén-op-één match. | [ 2 ] |
| 3   | Mankind vs. Rocky Maivia | Mankind                  | Eén-op-één match. Mankind won door submission.                                                                                      | [ 2 ] |
| 4   | The Nation of Domination (Crush, Faarooq & Savio Vega) (met J.C. Ice, Wolfie D, D'Lo Brown en Clarence Mason) vs. Ahmed Johnson | The Nation of Domination | Gauntlet match | [ 2 ] |
| 5   | Ken Shamrock vs. Vader | Ken Shamrock             | No Holds Barred match. Shamrock won door submission.                                                                                | [ 2 ] |
| 6   | The Undertaker (c) vs. Stone Cold Steve Austin                                                                                  | The Undertaker           | Eén-op-één match voor het WWF World Heavyweight Championship.                                                                       | [ 2 ] |
| 7D  | The Legion of Doom (Animal & Hawk) vs. Owen Hart & The British Bulldog (c)                                                      | The Legion of Doom       | Tag Team match voor het WWF Tag Team Championship. Legion of Doom wonnen de match door diskwalificatie, maar wonnen de titels niet. | [ 2 ] |